# Hightstown (New Jersey)
Hightstown ist ein Borough im Mercer County des amerikanischen Bundesstaats New Jersey. Das U.S. Census Bureau ermittelte bei der Volkszählung 2020 eine Einwohnerzahl von 5900.
Hightstown liegt am Fluss Rocky Brook. 

## Geschichte
Das Land, das heute zum Borough of Hightstown gehört, wurde gegen Ende des 17. Jahrhunderts von William Penn (1644–1718) erworben. Er wollte das Land mit ausgewanderten Quäkern besiedeln, die in England und Neuengland verfolgt wurden. 
Der Name Hightstown wurde nach John und Mary Hight gewählt, die in den 1750er-Jahren hier eine Taverne gegründet und betrieben hatten. Der Ort selbst wurde am 5. März 1853 offiziell als Teil des East Windsor Township aufgenommen und erlangte um 1894 seine Unabhängigkeit. In den Jahren 1913, 1915 und 1927 wurden weitere Teile des Townships eingemeindet.

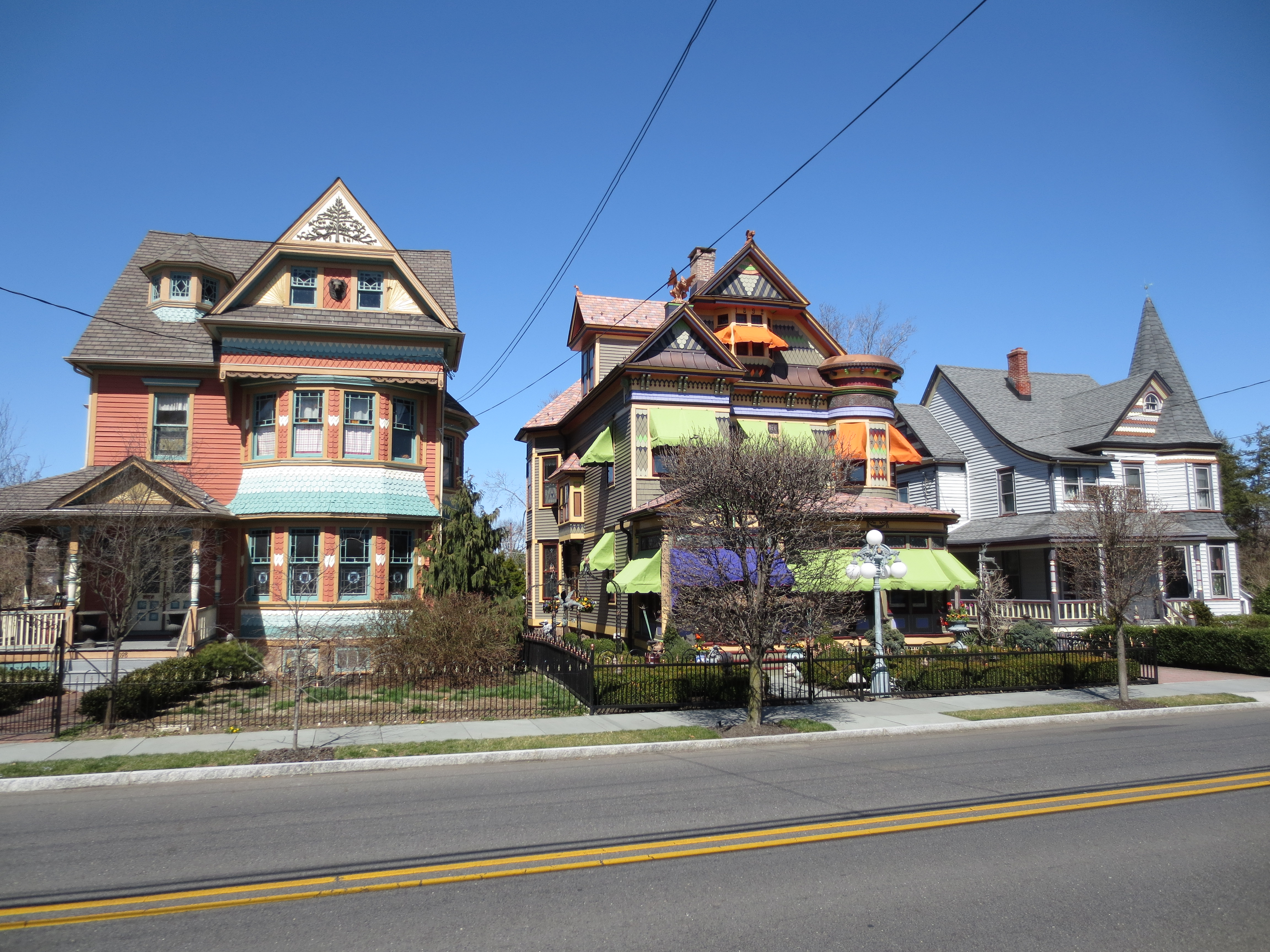
Historische Häuser
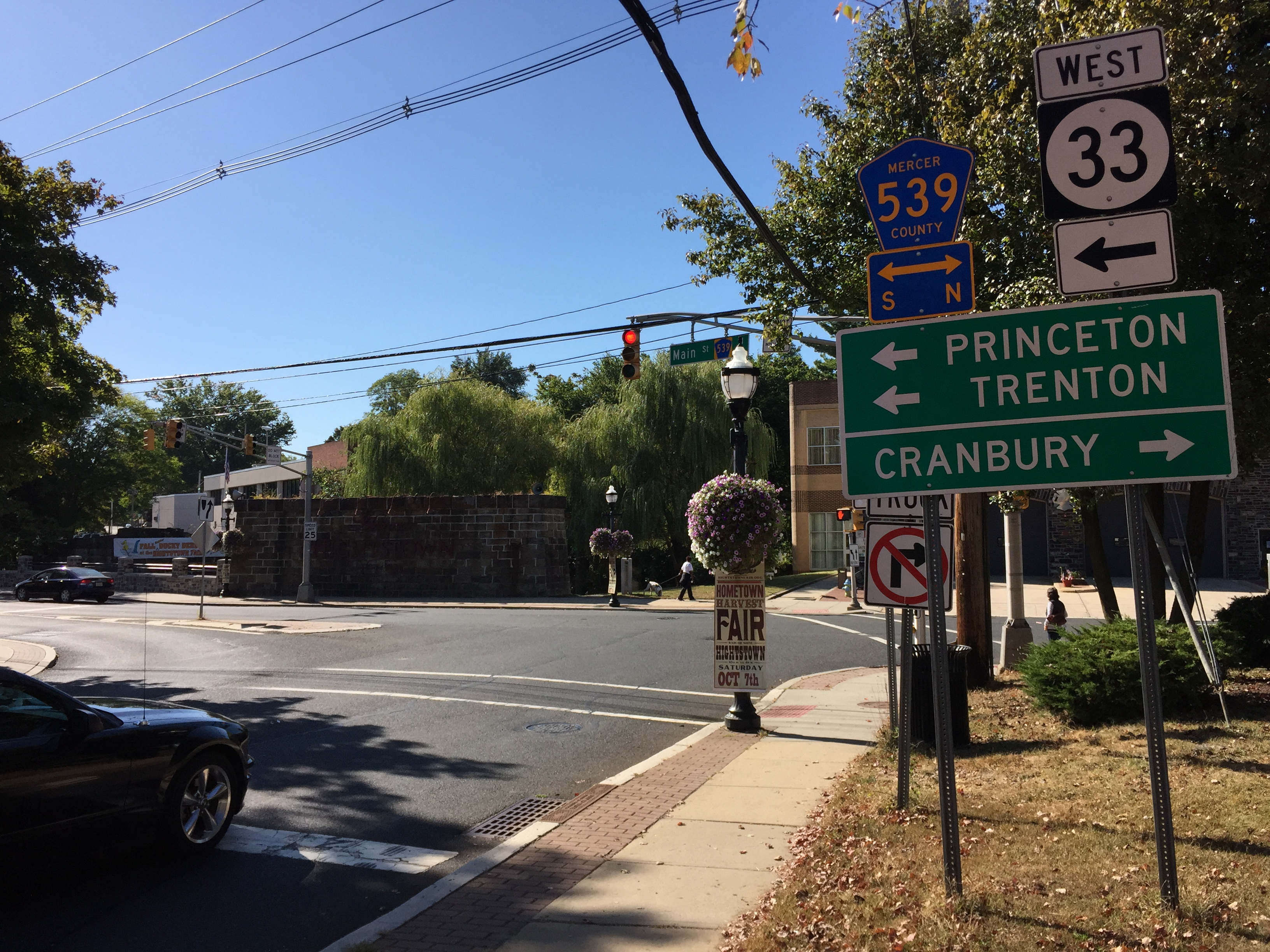
Straßenszene
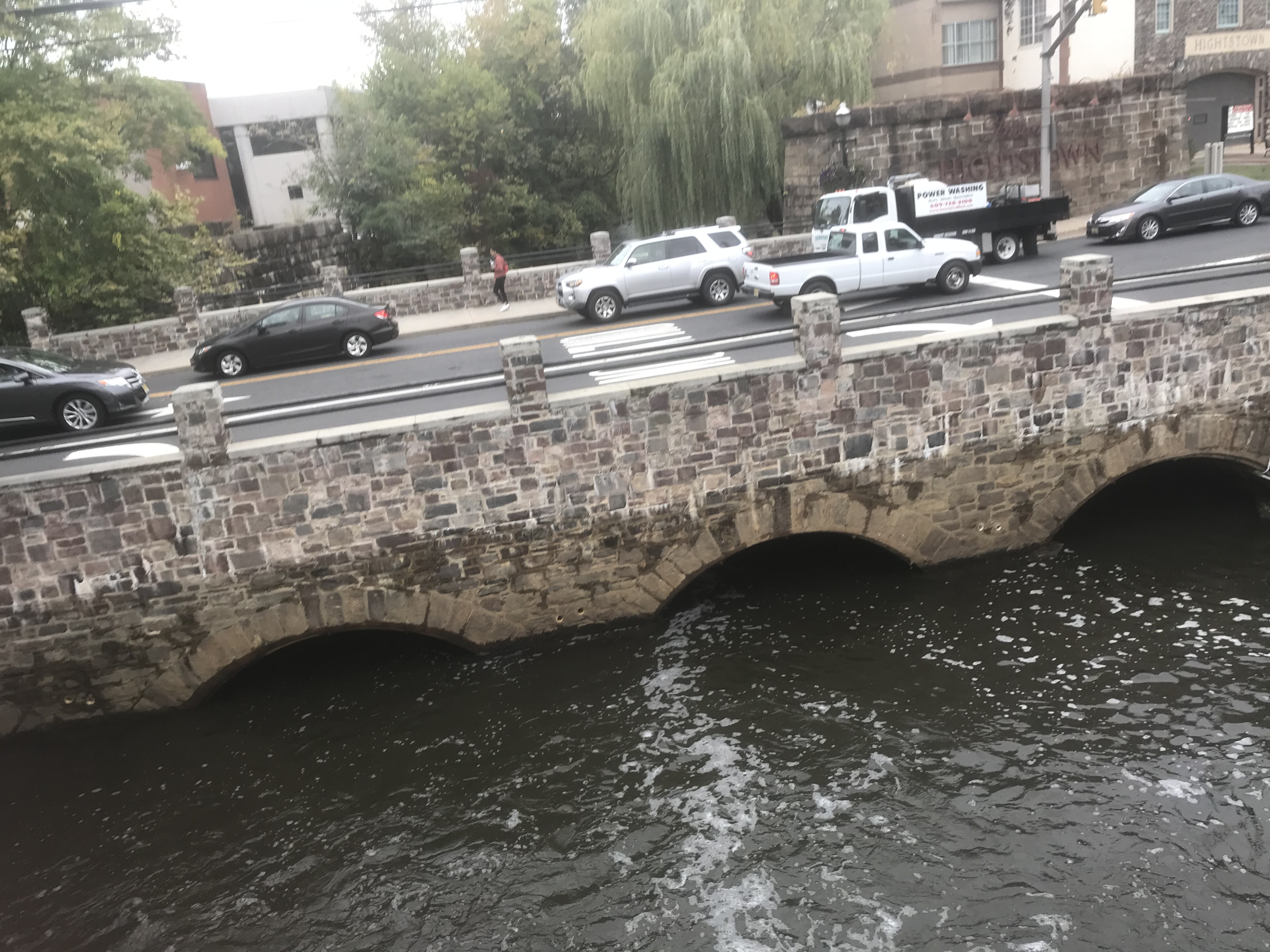
Brücke über den Rocky Brooke